# Demo dei Metallica
Questa è una lista di demo dei Metallica, gruppo musicale heavy metal statunitense, registrati nel corso della loro carriera, di cui la maggior parte autoprodotti e distribuiti durante i primi anni della loro carriera, ovvero nel periodo compreso tra il 1981 e il 1983.

## Power Metal
Power Metal è il primo demo dei Metallica, realizzato nell'aprile 1982.

### Descrizione
Registrato presso il garage dell'allora bassista Ron McGovney nell'aprile 1982, il demo contiene quattro brani successivamente rivisitati per il successivo No Life 'Til Leather. Al riguardo, lo stesso McGovney ha commentato:

### Tracce
1. Hit the Lights – 4:21
2. Jump in the Fire – 3:56
3. The Mechanix – 4:50
4. Motorbreath – 3:26

### Formazione
- James Hetfield – voce, chitarra ritmica
- Dave Mustaine – chitarra solista
- Ron McGovney – basso
- Lars Ulrich – batteria

## No Life 'Til Leather
No Life 'Til Leather è il secondo demo del gruppo, realizzato nel luglio 1982.

### Descrizione
Il demo, il cui titolo deriva dal primo verso di Hit the Lights, contiene la maggior parte dei brani successivamente inseriti nel primo album in studio Kill 'Em All. Riguardo a questo demo, McGovney ha commentato:
Il 2 marzo 2015 il gruppo ha annunciato la ripubblicazione di una versione rimasterizzata del demo nel formato musicassetta in occasione del Record Store Day, tenuto il 18 aprile dello stesso anno.

### Tracce
1. Hit the Lights – 4:19
2. The Mechanics – 4:28
3. Motorbreath – 3:18
4. Seek & Destroy – 4:55
5. Metal Militia – 5:17
6. Jump in the Fire – 3:51
7. Phantom Lord – 3:33

### Formazione
- James Hetfield – voce, chitarra ritmica
- Dave Mustaine – chitarra solista
- Cliff Burton – basso[4]
- Lars Ulrich – batteria

Altri musicisti
- Ron McGovney – basso[5]

## Live Metal Up Your Ass
Il terzo demo del gruppo, Live Metal Up Your Ass, è stato registrato il 29 novembre 1982 presso l'Old Waldorf di San Francisco.

### Tracce
- Lato A

1. Hit the Lights – 4:15
2. The Mechanics – 4:28
3. Phantom Lord – 4:59
4. Jump in the Fire – 4:40
5. Motorbreath – 3:05
6. No Remorse – 6:23

- Lato B

1. Seek & Destroy – 6:51
2. Whiplash – 4:08
3. Am I Evil? – 7:50 – originariamente interpretata dai Diamond Head
4. Metal Militia – 5:11

### Formazione
- James Hetfield – voce, chitarra ritmica
- Dave Mustaine – chitarra solista
- Cliff Burton – basso[4]
- Lars Ulrich – batteria

Altri musicisti
- Ron McGovney – basso[5]

## Megaforce Demo
Il quarto demo Megaforce Demo è stato registrato nel corso del 1983 dalla Megaforce Records. Si tratta del primo demo registrato con Cliff Burton nonché l'ultimo registrato con Dave Mustaine.

### Tracce
1. Whiplash – 4:12
2. No Remorse – 5:38

### Formazione
- James Hetfield – voce, chitarra ritmica
- Dave Mustaine – chitarra solista, cori
- Cliff Burton – basso
- Lars Ulrich – batteria, percussioni

## Demo Magnetic
Demo Magnetic è un demo pubblicato nella versione deluxe del nono album in studio Death Magnetic.

### Tracce
1. Hi Guy – 7:10
2. Nineteen – 7:33
3. Black Squirrel – 6:11
4. Casper – 8:13
5. Flamingo – 7:58
6. German Soup – 6:29
7. UN3 – 7:49
8. Gymbag – 7:52
9. K2LU – 9:30
10. Ten – 5:18

### Formazione
- James Hetfield – voce, chitarra ritmica
- Kirk Hammett – chitarra solista, cori
- Robert Trujillo – basso, cori
- Lars Ulrich – batteria